# Doumpiá
Doumpiá (Doumpia) är en ort i Grekland.   Den ligger i prefekturen Chalkidike och regionen Mellersta Makedonien, i den nordöstra delen av landet, 280 km norr om huvudstaden Aten. Doumpiá ligger 329 meter över havet och antalet invånare är 451.
Terrängen runt Doumpiá är huvudsakligen kuperad, men åt nordost är den platt. Runt Doumpiá är det ganska glesbefolkat, med 21 invånare per kvadratkilometer. Närmaste större samhälle är Polýgyros, 16,9 km sydost om Doumpiá. 